# Challenger de Ciudad de México 2025
El torneo México City Open 2025 fue un torneo de tenis perteneció al ATP Challenger Tour 2025 en la categoría Challenger 125. Se trató de la 4ª edición; el torneo tuvo lugar en la ciudad de Ciudad de México (México), desde el 7 hasta el 13 de abril de 2025 sobre pista de tierra batida al aire libre.

## Jugadores participantes del cuadro de individuales
| Preclasificado | País                 | Jugador                | Rank1 | Posición en el torneo |
| 1              | Bandera de Australia | James Duckworth        | 89    | Segunda ronda         |
| 2              | Bandera de Argentina | Thiago Agustín Tirante | 111   | Primera ronda         |
| 3              | Bandera de Francia   | Adrian Mannarino       | 144   | Semifinales           |
| 4              | Bandera de Brasil    | Felipe Meligeni Alves  | 152   | CAMPEÓN               |
| 5              | Bandera de Argentina | Juan Pablo Ficovich    | 155   | Primera ronda         |
| 6              | Bandera de Canadá    | Alexis Galarneau       | 162   | Primera ronda         |
| 7              | Bandera de Suiza     | Marc-Andrea Hüsler     | 168   | Semifinales           |
| 8              | Bandera de Francia   | Hugo Grenier           | 182   | Baja                  |

- 1 Se ha tomado en cuenta el ranking del 31 de marzo de 2025.

### Otros participantes
Los siguientes jugadores recibieron una invitación (wild card), por lo tanto ingresan directamente al cuadro principal (WC):
- Rodrigo Alujas
- Alex Hernández
- Darwin Blanch

Los siguientes jugadores ingresan al cuadro principal tras disputar el cuadro clasificatorio (Q):
- Juan Carlos Aguilar
- Andres Martin
- Maximilian Neuchrist
- Neil Oberleitner
- Alfredo Perez
- Pedro Sakamoto

## Campeones

### Individual Masculino
- Felipe Meligeni Alves derrotó en la final a  Luka Pavlovic por 6–3, 6–3

### Dobles Masculino
- Santiago González /  Austin Krajicek derrotaron en la final a  Ryan Seggerman /  Patrik Trhac por 7–6(9), 3–6, [10–5]